# Bajt Utk
Bajt Utk (arab. بيت عتق) – wieś w Syrii, w muhafazie Hama. W 2004 roku liczyła 488 mieszkańców.